# Классическая модальная логика
Классическая модальная логика — модальная логика {\displaystyle \mathbf {L} }, содержащая, в качестве аксиомы или теоремы, двойственность модальных операторов:
{\displaystyle \Diamond A\leftrightarrow \lnot \Box \lnot A},
которая также дедуктивно замкнута:
{\displaystyle {\frac {A\leftrightarrow B}{\Box A\leftrightarrow \Box B}}}.
Двойственное определение — модальная логика {\displaystyle \mathbf {L} } является классической тогда и только тогда, когда содержит в качестве аксиомы или теоремы:
{\displaystyle \Box A\leftrightarrow \lnot \Diamond \lnot A}
и замкнута согласно правилу:
{\displaystyle {\frac {A\leftrightarrow B}{\Diamond A\leftrightarrow \Diamond B}}}.
Все регулярные и нормальные модальные логики — классические. Самая слабая классическая система обычно обозначается {\displaystyle \mathbf {E} } и не является нормальной.